# Neun Chöre der Engel

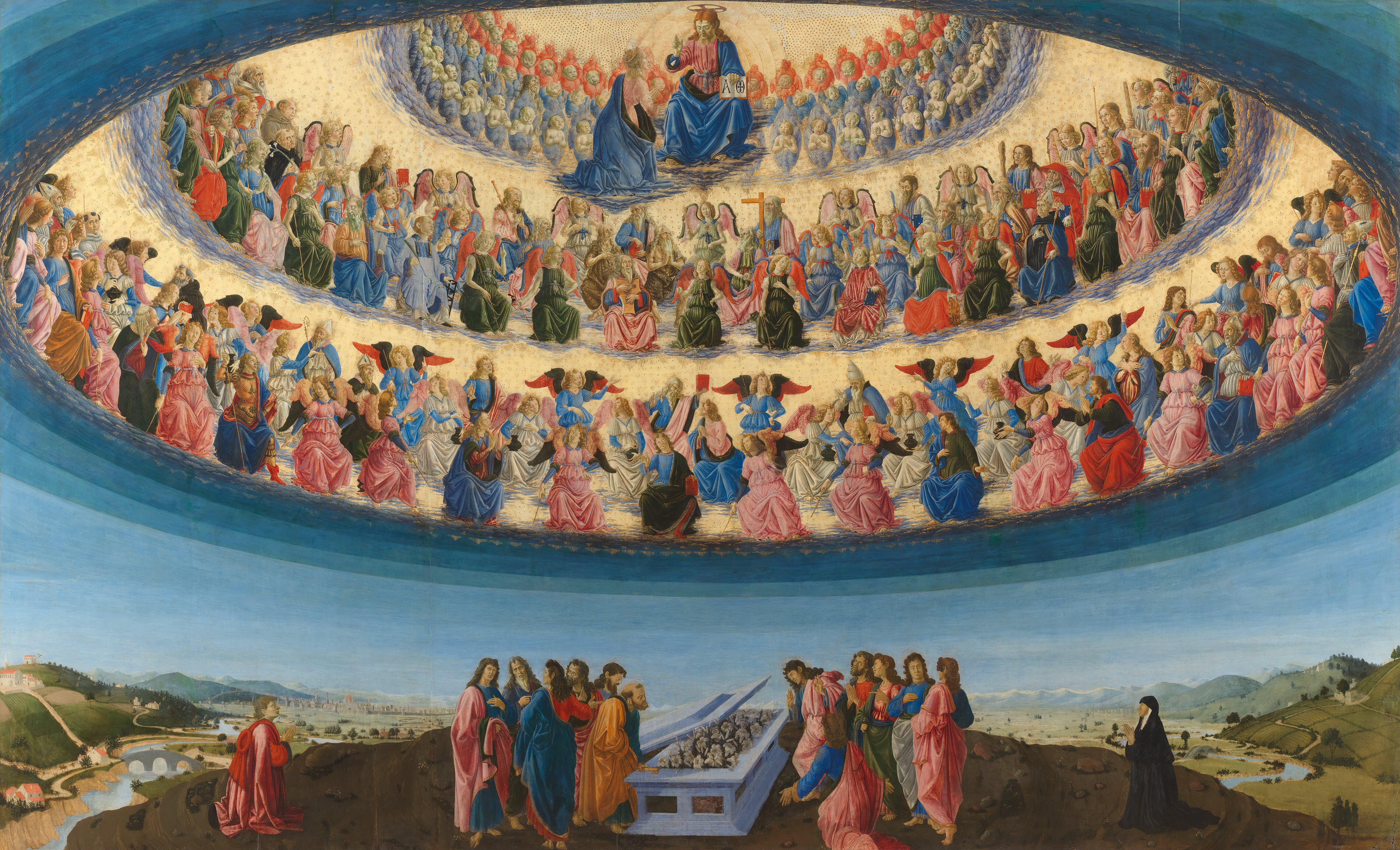
Mariä Aufnahme in den Himmel von Francesco Botticini (1446–1497). Maria und Jesus sind von den in drei Stufen eingeteilten neun Engelschören umgeben.

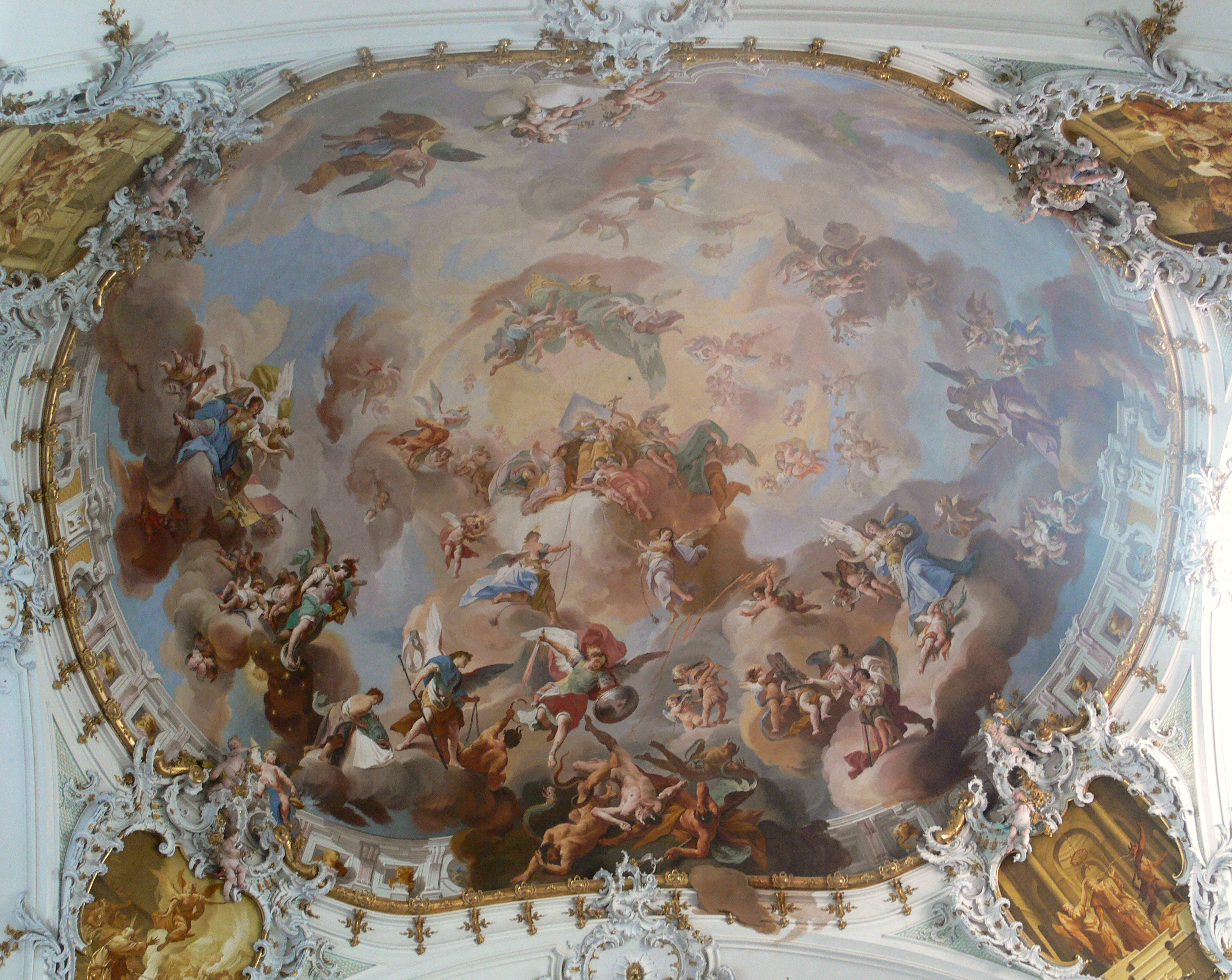
Die neun Chöre der Engel. Deckenfresko von Johann Jakob Zeiller in der Basilika Ottobeuren (1756)

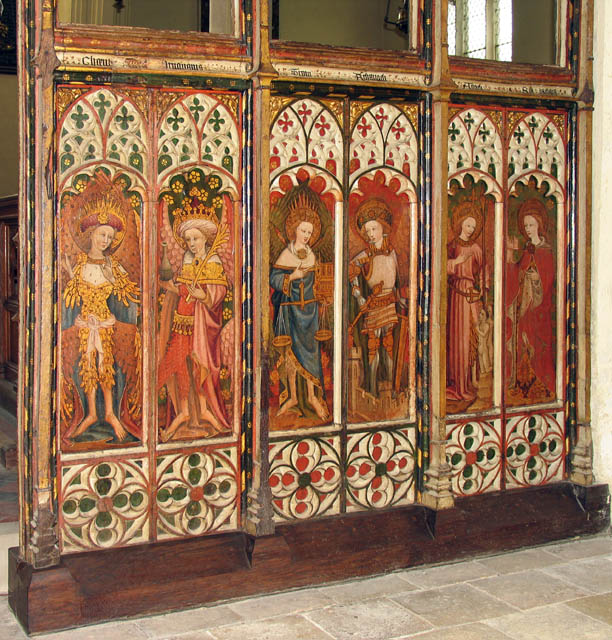
Fünf (von neun) Ordnungen der Engel an der Chorschranke der Kirche St Michael and All Angels (Barton Turf), Norfolk (England): Cherubim, principatus, throni, archangeli, angeli; ganz rechts die heilige Barbara (Foto John Salmon)

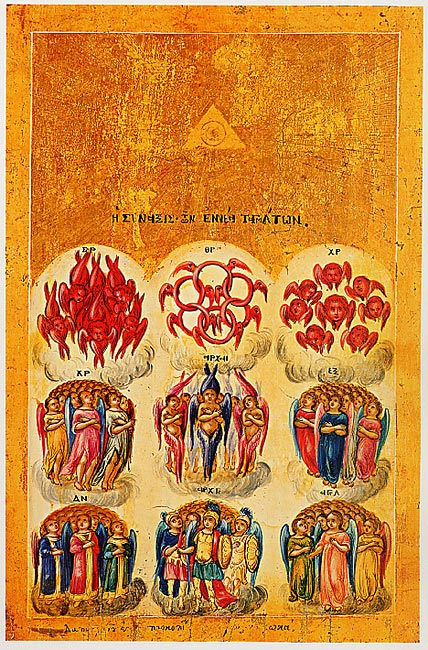
Die neun Chöre der Engel auf einer griechischen Ikone

Die Neun Chöre der Engel sind eine auf das Frühmittelalter zurückgehende, christliche Einteilung der biblischen Engelwesen in neun abgestufte Ordnungen. Damit wurden die in den Schriften des Alten und Neuen Testaments oft ohne klar erkennbares Profil genannten Engel und himmlischen Mächte gegeneinander abgegrenzt und in ein hierarchisches System gebracht.

## Bezeichnungen und hierarchische Gliederung
In lateinischer Sprache heißen die Ordnungen (aufsteigend): angeli, archangeli, virtutes, potestates, principatus, dominationes, throni, cherubim, seraphim.
Im Deutschen werden die Bezeichnungen meist mit Engel, Erzengel, Mächte, Gewalten, Fürsten(tümer), Herrschaften, Throne, Cherubim und Seraphim wiedergegeben.
Schon Pseudo-Dionysius Areopagita teilte die neun Ordnungen in drei hierarchische Stufen ein:
Erste (oberste) Hierarchie
- Seraphim (griechisch und lateinisch seraphin)
- Cherubim (griechisch und lateinisch cherubim)
- Throne (griechisch thronoi, lateinisch throni)

Zweite Hierarchie
- Herrschaften (gr. kyriotetes, lat. dominationes)
- Mächte (gr. dynameis, lat. virtutes)
- Gewalten (gr. exusiai, lat. potestates)

Dritte Hierarchie
- Fürsten (gr. archai, lat. principatus)
- Erzengel (gr. archangeloi, lat. archangeli)
- Engel (gr. angeloi, lat. angeli)

Bei Gregor und anderen Autoren finden sich leichte Abwandlungen dieser Hierarchien; die Reihenfolge und Rangordnung der Engelschöre war im Mittelalter Gegenstand gelehrter Diskussionen.
Für die Engelwesen im jüdischen Teil der Bibel bestehen in der jüdischen Tradition eigene Gliederungen.

## Überlieferungsgeschichte
Die erste überlieferte Erwähnung der neun Ordnungen findet sich im 6. Jahrhundert bei Pseudo-Dionysius Areopagita in seiner Schrift Über die himmlische Hierarchie. Pseudo-Dionysius teilt die neun Ordnungen in drei hierarchische Stufen ein: die höchste umfasst seraphim, cherubim, throni, die mittlere dominationes, virtutes, potestates und die unterste principes, archangeli, angeli.
Von Gregor dem Großen wurden diese neun Ordnungen übernommen, mit leichter Abwandlung der Hierarchien. Gregor beruft sich auf die Heilige Schrift: Von den Engeln und Erzengeln zeuge fast jede Seite, von den Cherubim und Seraphim die Propheten. Vier weitere zähle Paulus im Epheserbrief auf: supra omnem principatum et potestatem et virtutem et dominationem (Eph 1,21 ); deutsch: hoch über alle Fürsten und Gewalten, Mächte und Herrschaften (Eph 1,21 ). Die Throne finden sich – gemeinsam mit anderen Ordnungen – im Kolosserbrief: sive throni sive dominationes sive principatus sive potestates (Kol 1,16 ); deutsch: Throne und Herrschaften, Mächte und Gewalten (Kol 1,16 ).
Ab dem 7. Jahrhundert verbreitete sich die Lehre vor allem durch Isidor von Sevilla, der ein Kapitel seiner Etymologiae den Engeln widmet.
Im 9. Jahrhundert übersetzte Johannes Scottus Eriugena die Schriften des Pseudo-Dionysius ins Lateinische und überreichte sie Karl dem Kahlen. In der Folge erlangte die Lehre von den himmlischen Hierarchien eine außerordentlich große Verbreitung und wurde von zahlreichen Autoren behandelt, beispielsweise von Petrus Lombardus, Hugo von St. Viktor, Alanus ab Insulis und Thomas von Aquin.
Auch in der mittelalterlichen Lyrik werden die Engelshierarchien behandelt, so bei Rabanus Maurus, in den Sequenzen des Notker Balbulus und bei Hildegard von Bingen. Im Canto XXVIII des Paradiso in Dantes Göttlicher Komödie erläutert Beatrice die neun Ordnungen der Engel.

## Liturgie
Im Missale Romanum werden verschiedene Engelschöre im Text der Präfationen benannt.

## Patrozinien
„Zu den neun Chören der Engel“ ist ein seltenes Patrozinium katholischer Kirchen. Am bekanntesten ist die Kirche am Hof in Wien.
Die Thematik wurde in der Zahlensymbolik im Mittelalter baulich aufgegriffen, beispielsweise in der Michaeliskirche Hildesheim oder in der Klosterkirche Fredelsloh.